# Mașina de rupt prieteniile
Mașina de rupt prieteniile este o colecție de trei nuvele lungi  științifico-fantastice scrise de autorul român Sergiu Fărcășan. A fost publicată prima dată în 1968 la Editura Tineretului în Colecția SF. Nuvelă omonimă aduce în prim-plan relația dintre om și mașină într-o Americă tehnologizată și centralizată electronic.

## Cuprins
- „Mașina de rupt prieteniile”[1][3]
- „Mașina de nimicit răutatea”[1][4]
- „Mașina de îmbunat cemombii”[1][5]

## Primire
Adrian Rogoz consideră că nuvela „Mașina de rupt prieteniile” este cea mai bine scrisă, „Mașina de nimicit răutatea” este cea mai frumoasă bucată (din pricina ideii neobișnuite, complexe și dificile pe care autorul o duce magistral la capăt) și că cea mai îndrăcită nuvelă este ultima, „Mașina de îmbunat cemombii”, a cărei acțiune este palpitantă și care devine și mai încordată datorită unei tensiuni savant modulate, într-o formulă marca S.F. (= de la Sergiu Fărcășan). În „Mașina de nimicit răutatea”, Adrian Rogoz crede că se simte școala din romanul Atacul cesiumiștilor. Rogoz rezumă ideea volumului printr-o replică a unui personaj: mașina suntem noi.

## Vezi și
- 1968 în științifico-fantastic
- Listă de romane românești științifico-fantastice